# Reuskens van Borgerhout

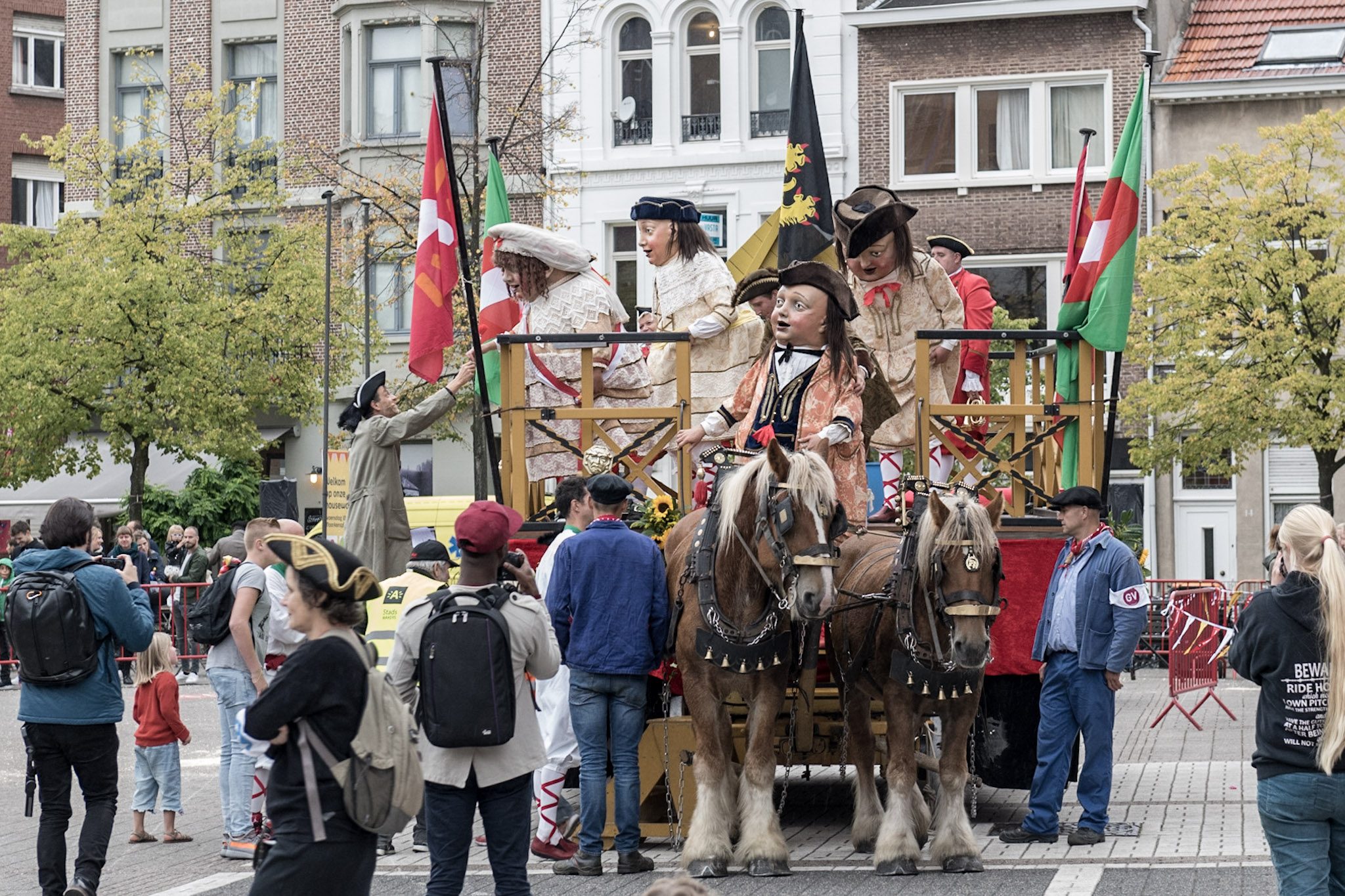
De Reuskens van Borgerhout tijdens de Reuzenstoet

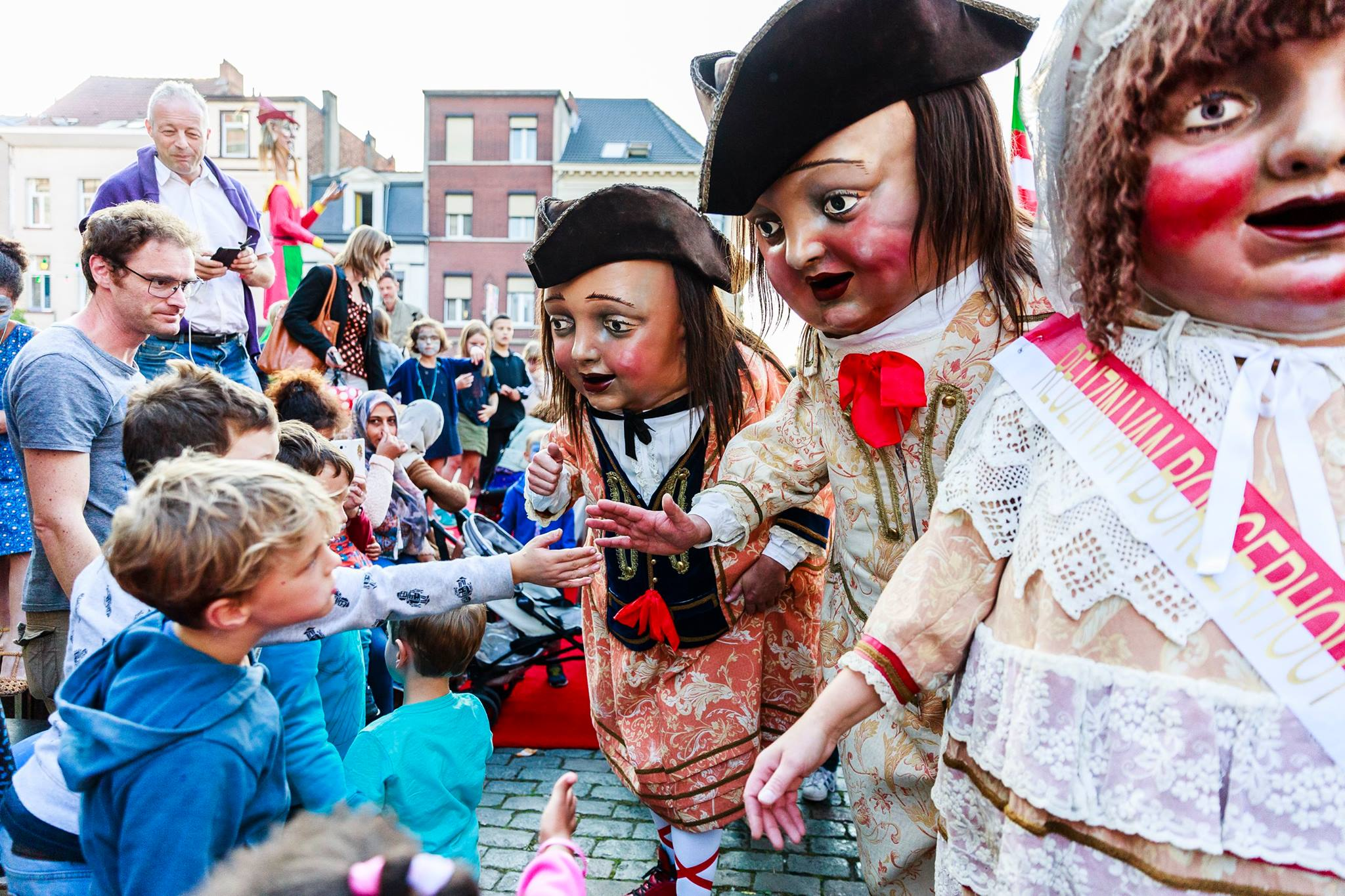
Aankomst Moorkensplein Reuskens van Borgerhout met kinderen

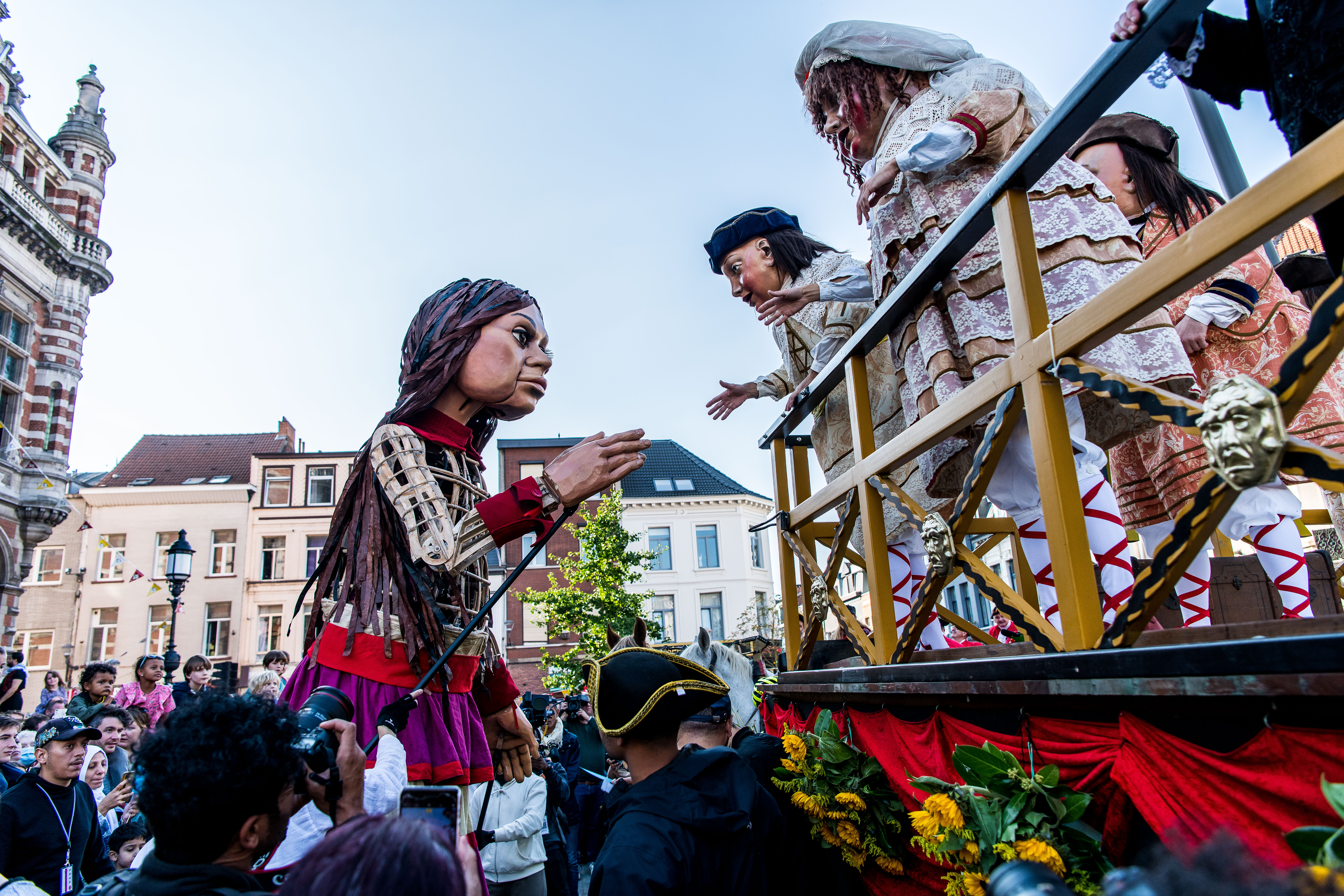
Reuskens van Borgerhout en Little Amal, aankomst stoet nummer 309 in 2021

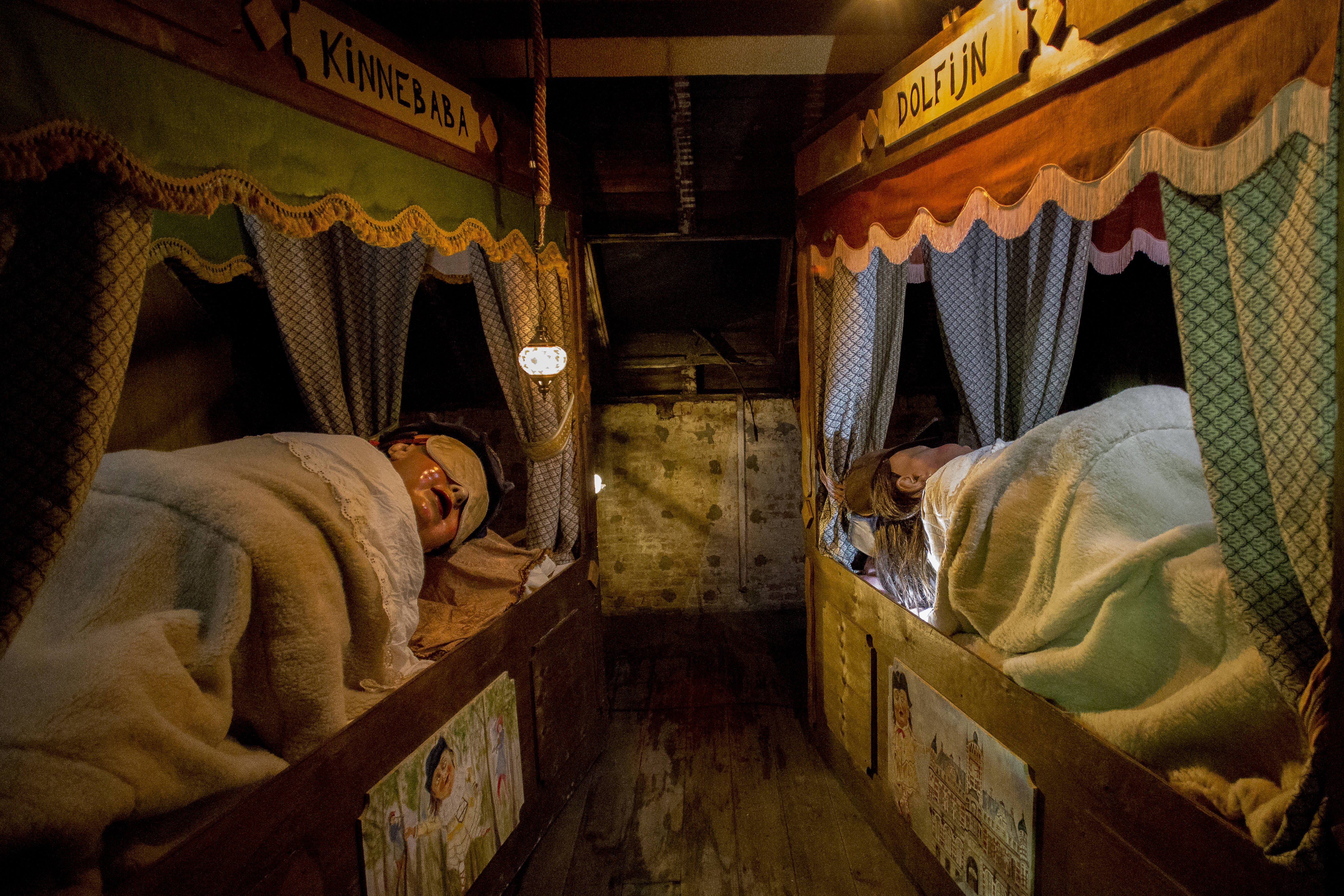
Slapende Reuskens van Borgerhout in de BorGerHub

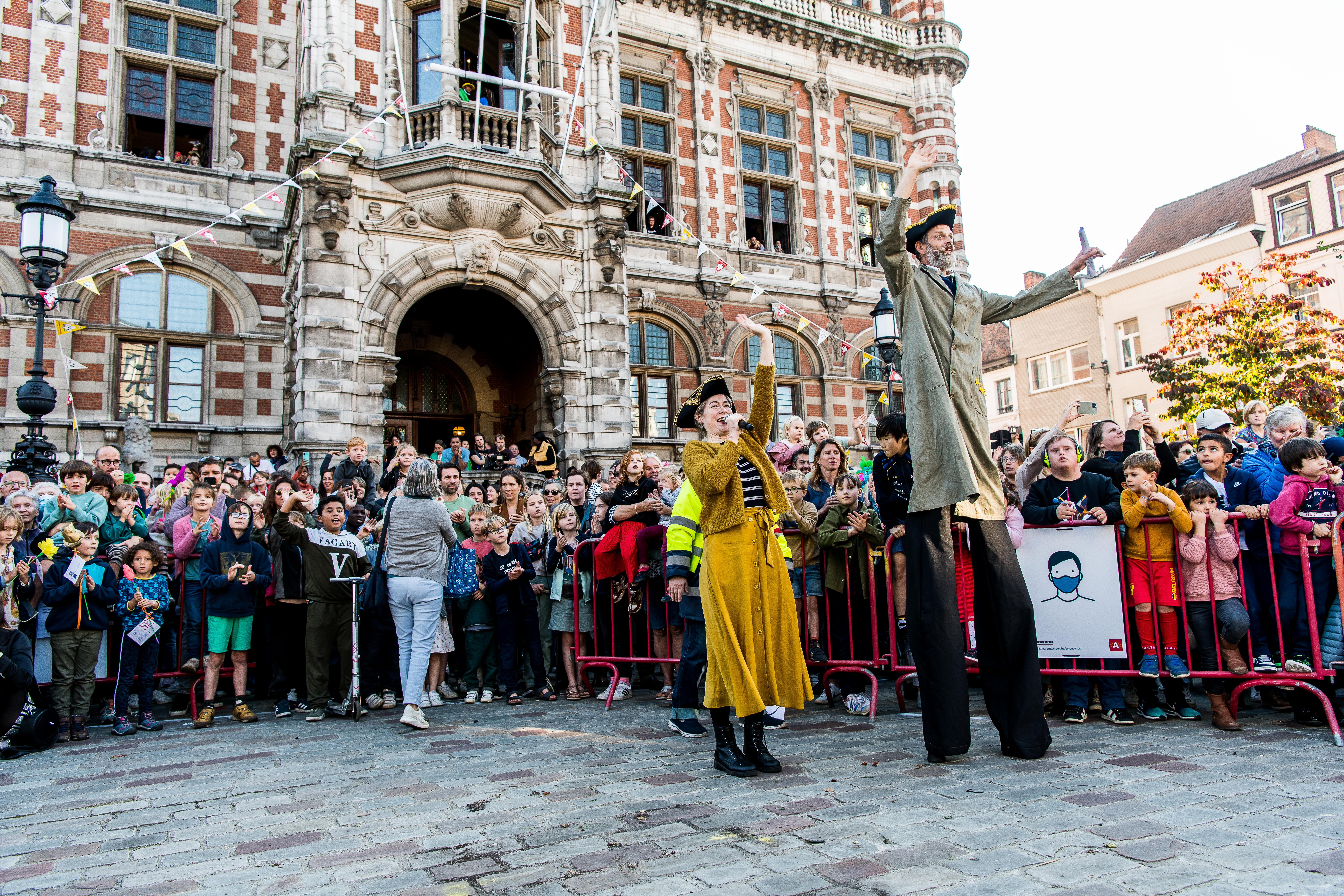
Presentators Moorkensplein bij aankomst Reuzenstoet Borgerhout in 2021

De Reuskens van Borgerhout zijn vier zogenoemde reuzenhoofden (Spaans: cabezudos). Sinds 1712 gaat jaarlijks Borgerhoutse Reuzenstoet uit. Hun namen zijn Reus, Reuzin, Dolfijn en Kinnebaba. Ze wuiven en dansen op een triomf- of reuzenwagen, voortgetrokken door twee paarden. Vooraan staat de dansmeester en tevens dirigent van vijf muzikanten, welke op één rij achteraan de wagen zitten. In het midden van de wagen dansen de vier Borgerhoutse Reuskens. De Reuskens mogen in slechts zeer uitzonderlijke gevallen buiten Borgerhouts grondgebied treden.

## Ontstaan
In 1536 werd een kapel ter ere van Onze-Lieve-Vrouw van Victorie (Later: Onze-Lieve-Vrouw-ter-Sneeuw) op het Borgerhoutse Laar ingewijd. Bij dit feest hoorde een kermis en een optocht die sinds dan jaarlijks doorgaat. Om deze optocht mooier te maken werd in 1712 de opdracht gegeven om verschillende figuren toe te voegen. In 1712 zijn dat Reus en Reuzin, een jaar later Dolfijn (verwijzend naar het Franse dauphin als troonopvolger) en Kinnebaba (een verbastering van kindje baby). In 1722 wordt een dansmeester aan het gezelschap toegevoegd. Een zekere Alexander Pluskens ontwierp de vier figuren en mandenvlechter Kos de lichamen. De hoofden waren van pijpaarde, de lichamen van wilgenriet.
Om de Reuskens en de andere delen van de optocht onder te brengen, bouwde men in 1713 een soort schuur. Dat werd later het Reuzenhuis met bureel en vergaderruimte, van 1836 tot 1890 het oudste gemeentehuis van Borgerhout.

## Geschiedenis
Vroeg in hun bestaan (1723-1726) werd de ommegang verboden door de Antwerpse Heer. Er was een overlapping met de Sint-Laurentiusviering. Er diende een rechterlijke uitspraak te komen om het geschil op te lossen. Die werd gevonden door beide evenementen andere datums te geven. Ook Keizer Jozef II, onder invloed van de Verlichting, verbood de Reuskens hun traditie (1786-1790). Onder de heerschappij van de Franse Revolutie mochten de Reuskens wel uitgaan, in tegenstelling tot de katholieke processies. Ook tijdens de Eerste Wereldoorlog verbood de Duitse bezetter de stoet.
Er waren ook hoogtepunten: in 1836 werd de gemeente Borgerhout losgemaakt van Deurne. Dit ging gepaard met het oprichten van een ‘reuzengezelschap’.
Recenter werden in 1962 (250-jarig bestaan) en 2012 (300-jarig bestaan) spectaculaire stoeten georganiseerd. Om een continuïteit te voorzien in ontwikkeling en vervlechting met het Borgerhoutse socio-culturele leven werd in 2012 de vzw ‘De Reuzen’ opgericht. Vanwege de eeuwenlange geschiedenis van de Reuskens weerspiegelt hun bestaan in menig opzicht ook de geschiedenis van Borgerhout. Sinds 2012  werden er meer dan 100 nieuwe reuzen 'geboren' (reuzen worden geboren en niet gemaakt) door allerlei verenigingen, scholen en buurten in Borgerhout. De makers vertellen hiermee hun eigen verhaal en kunnen meelopen in de jaarlijkse reuzenstoet. Naast de scholenwerking en de gestileerde Reuskens, die zorgen voor een hedendaagse communicatie, is het maken van nieuwe reuzen één van de sleutelfactoren in de transitie van de traditionele reuzenstoet.  

## Reusdragers en de vier verschillende figuren

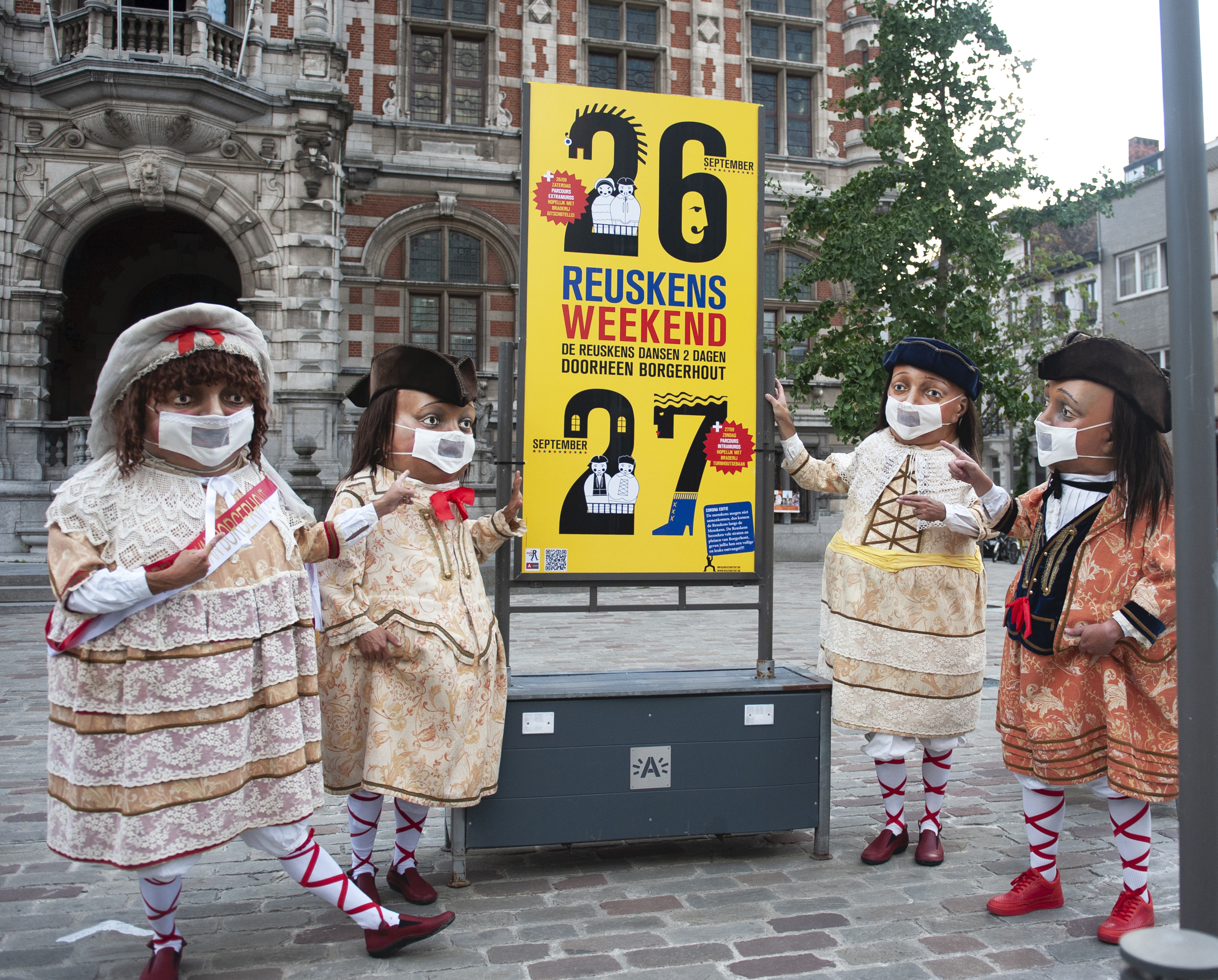
Reuskens van Borgerhout + Affiche Reuskensweekend 2020 (Corona-editie)

Vanaf een bepaald moment bestonden de reusdragers (zij die onder de poppen dansen) uit twee families die de traditie van vader op zoon doorgaven. In 2014 besloten die hun ontslag te geven. Sinds dan bestaat de reuzendragersgroep uit een 8-tal mensen. De enige voorwaarde is dat ze in Borgerhout geboren zijn, wonen of gewoond hebben.
De namen van de Reuskens zijn: Reus, Reuzin, Dolfijn en Kinnebaba. Er is weinig bekend over het ontstaan van deze namen. Ze zijn in ieder geval niet ouders (Reus en Reuzin) versus kinderen Dolfijn en Kinnebaba. Kinnebaba is Antwerps dialect voor een kind dat morst tijdens het eten. Overigens is er in de Lierse Reuzentraditie ook een Kinnebaba. Een theorie zegt dat 'Dolfijn' zou kunnen gebaseerd zijn op 'Dauphin' (kroonprins).
De poppen zelf zijn steeds replica's. Er bestaan antieke mallen waarop, indien nodig, steeds nieuwe hoofden mee kunnen gerepliceerd worden. De huidige versie van de vier poppen werd in 2009 gemaakt, nadat Reus zwaar beschadigd was geraakt. De vorige replica's zijn nu in de collectie van het MAS.
Hendrik Conscience vertelt in zijn eerste Nederlandstalige gedicht dat ze alle vier kinderen van Lange Wapper zouden zijn. In 2020 werd de geschiedenis van de Reuskens in een luisterverhaal gegoten. Aan deze podcast werkten heel wat bekende Borgerhoutse stemmen mee. Verteller: Jo Jochems; Kapertein: Arbi El Ayachi; Moeder Kapertein: Lies Vandeburie; Curieuzeneuzereus: Michaël Pas; Antigoon: Pieter Embrechts; Zwaan: Lies Vandeburie; Brabo: Jaouad Alloul; Lange Wapper: Gert Jochems; Moedige Magda: Hind Eljadid; Rimpelreus: MC Lily; Reuskens: Aagje, Vita, Remco, Wilco; Volk en overige reuzen: Herman Verbruggen, Robbert Vervloet, Amara Reta, Abena, Roxette, Asma, Felix, Noa, Nore, Maute, Anna, Stan, Linus.

## Dansje
De Reuskens dansen op live-muziek, gespeeld door vijf muzikanten die mee op de reuzenwagen in de stoet rijden.
Het zijn drie licht verschillende dansjes met een erg herkenbaar wijsje. De dansstijl is gebaseerd op een menuet, met verschillende bewegingen als huppelen, om de as draaien, elkaar de hand geven, buigen en wiegen.
Het reuzendeuntje wordt elk kwartier op de beiaard van het Borgerhoutse Districtshuis gespeeld.

## Ultima: Vlaamse cultuurprijs voor immaterieel erfgoed 2021
De Reuzenstoet en Reuskens van Borgerhout winnen de Ultima als toonbeeld van uitwisseling en verbinding tussen culturen en gemeenschappen en levert het bewijs dat immaterieel erfgoed een belangrijke hefboom kan zijn voor de betrokkenheid tussen generaties en mensen van diverse achtergrond. De reuzenstoet is een gangmaker voor ‘community building’ in een brede, maar ook gefragmenteerde gemeenschap. De betrokkenheid van de inwoners van Borgerhout, en met name ook jongeren via hun scholenwerking, is groot.
De Jury van de Ultimas vond het lovenswaardig wat deze jaarlijkse stoet en de participatieve werking teweegbrengt. De jury loofde ook de maatschappelijke impact. De Reuskens van Borgerhout slagen erin om erfgoed van iedereen en voor iedereen te maken!

## Wat doet de De Reuzen vzw?
De Borgerhoutse reuzenstoet groeide de voorbije jaren uit van een folkloristische traditie tot een gemeenschapsvormend project in een grootstedelijke context waarin betrokkenheid, creativiteit en verbeelding centraal staan.
De reuzenstoet ging voor het eerst uit in 1712. Het was een optocht langs de straten en pleinen van Borgerhout met de vier Reuskens – Reus, Reuzin, Kinnebaba en Dolfijn – als hoofdrolspelers. Hendrik Conscience beschreef hen ruim 100 jaar later als ‘Kinderen van Lange Wapper’. Ze worden vergezeld door praalwagens en muzikanten en sinds het reuzenjaar in 2012, dat de 300e verjaardag van de stoet markeerde, ook door tal van nieuwe reuzen die gebouwd werden door Borgerhoutse verenigingen, organisaties, scholen en allerlei sympathisanten. 
De Borgerhoutse Reuzenstoet is vandaag een vitale erfgoedpraktijk die jaarlijks vele duizenden toeschouwers op de been brengt. Dit was lang niet altijd het geval. Snelle demografische en culturele evoluties die plaatsvonden vanaf ca. de jaren ‘70 tot 2000 hadden een grote, verbrokkelende impact op het gemeenschapsleven in Borgerhout. De jaarlijkse Reuzenstoet deelde als exponent van dat gemeenschapsleven in de klappen. En toch herleeft de Borgerhoutse Reuzenstoet vandaag als nooit tevoren. Dat is onder meer te danken aan de brede en integrale aanpak van De Reuzen VZW waarbij erfgoed gecombineerd wordt met community building, educatie, participatie en uitgekiende communicatie. Die specifieke aanpak, gecombineerd met de vitaliteit van het Borgerhoutse gemeenschapsleven, heeft de Reuzenstoet doen uitgroeien tot een voorbeeld van hoe een oorspronkelijke volkstraditie zichzelf kan heruitvinden binnen een grootstedelijke maatschappelijke context. De Reuzenstoet levert het bewijs dat immaterieel erfgoed een belangrijke hefboom kan zijn voor de betrokkenheid tussen generaties en gangmaker voor community building in een brede - maar ook gefragmenteerde - gemeenschap.
De Reuzen VZW staat bijvoorbeeld verenigingen en organisaties bij wanneer die hun identiteit willen verbeelden aan de hand van een reus. Dit project draagt de naam Maak je eigen Reus. Het afgelopen decennium werden verenigingen, scholen, buurtbewoners, liefhebbers en sympathisanten opgeroepen om hun eigen reus te maken en verbeelding te geven aan hun ‘gemeenschappelijke identiteit’ (met een reus als avatar voor een gemeenschap of collectiviteit). Meer dan 100 nieuwe reuzen zagen het levenslicht sinds de oproep uitging, allemaal met hun eigen verhaal. Zo maakten bijvoorbeeld de Mexicaanse, Marokkaanse of Kaapverdische gemeenschappen een reus met daarin hun tradities uitgebeeld of verbeeldden lokale scholen hun waarden in een reus.
Een andere belangrijke pijler is het project Vind Kapertein waarbij alle Borgerhoutse kinderen uit het eerste leerjaar een volledige dag worden ondergedompeld in de magie van de reuzenwereld in het plaatselijke Te Boelaerpark. Zo vinden kinderen al op heel jonge leeftijd aansluiting bij een traditie die gedragen wordt door oudere generaties. De reuzen hebben een stevige entourage met o.a. reuzendragers (pijnders), muzikanten, stoetbegeleiders, reuzenbouwers, reuzenvrienden, etc. In totaal zetten meer dan 100 vrijwilligers zich elk jaar in om de reuzen traditie levend te houden en een duizendtal vrijwilligers loopt mee in de stoet.
In 2021 kreeg de reuzenstoet bijzonder internationaal bezoek. De reuzepop Little Amal wandelde in totaal 8.000 kilometer doorheen Europa in het kader van een performancekunstproject. De 3,5 meter hoge pop, die een Syrisch meisje voorstelt, wandelde langs 60 steden uit solidariteit met (minderjarige) vluchtelingen. De reuzen vergezelden haar tijdens de etappe van haar tocht door Borgerhout en bracht een massa op de been zoals nooit voorheen.

## Data Reuzenstoet van Borgerhout
- Zondag 9, maandag 10 en dinsdag 11 augustus 1712: 1ste Borgerhoutse ommegang met een Reus en Reuzin (grote reuzen), een maagdekenswagen, een verguld groot schip, een leeuw, een dolfijn en een kemel. Alexander Pluskens maakte de tekeningen van de grote Reuzen
- 1713: Beslissing door Gemeentebestuur om een eigen Reuzenhuis te bouwen + toevoeging van klein schip
- 1714: Ingebruikname reuzenhuis (voorloper huidige Reuzenhuis gebouwd in 1832)
- 1715
- 1716: Uitbreiding door toevoeging van 4 engelen en een reuzenwagen. Hoogstwaarschijnlijk 2 dwergreuzen, gemaakt door mandenvlechter Kos. Stoet op zondag en maandag
- 1720: Toevoeging van zwaan
- 1722: Formeel 4 Reuskens van Borgerhout + uitbreiding met hellewagen
- 1723: Verbod tot uitgaan van ommegang door conflict met stad Antwerpen, want eveneens feestdag van Sint-Laurentius ('t Zuid)
- 1724 tem 1726: Geen ommegang
- 1727: Ommegang is uitgegaan ondanks verbod. Proces tussen stad en wethouders Deurne-Borgerhout voor Raad van Brabant te Brussel ivm verbod
- 1742: Onkosten voor ommegang in rekeningen Borgerhout
- 1760: Verzoekschrift voor de verkoop van de ommegang, maar niet uitgevoerd
- 1767: Opmaak inventaris wegens functiewijziging reuzenhuis tot wachtpost | reuzenwagen, medekenswagen, zwaan, groot en klein schip, een hemel, grote reus en reuzin, een dolfijn, een walvis, 4 kleine Reuskens en wat attributen
- 1769: Heropleving populariteit van reuzenommegang, maar geen toelating door Antwerpen
- Maandag 3 oktober 1796: Uitgaan de Reuskens tijdens kermis van Borgerhout met Franse tricolore
- 1834: Toelage aan Reuzengezelschap van Borgerhout om jaarlijkse ommegang te houden in Deurne én Borgerhout
- 1836: Eerste stoomtrein komt aan in Antwerpen (lijn Brussel) met koning en groot feest oa Antwerpse ommegang met Reuskens van Borgerhout
- 1837 tot 1891: zo goed als zeker jaarlijkse ommegang te Borgerhout, vele vermeldingen en landelijke bekendheid.
- 1889: Reuskens in Parijs / ramp van Corvilain / Vlaamse kermis op Wereldtentoonstelling als fondsenwerving
- Zondag 7 augustus 1892: Maandag reuzenommegang met dansende Reuskens én dinsdag in 'nieuwe' straten van Borgerhout
- Dinsdag 8 augustus 1893: Kermis Borgerhout met reuzenommegang
- Maandag 6 augustus 1894: Reuzenstoet
- Maandag 5 augustus 1895: Maandag ommegang der Reuzen / 6u lang dansende Reuskens
- Maandag 7 augustus 1899: Kermis Borgehout met reuzenommegang op maandag
- Maandag 5 augustus 1901
- 1902: geen ommegang
- Zondag 5 augustus 1906: Kermis Borgehout met reuzenommegang op maandag
- Maandag 1 augustus 1910: Reuzenommegang
- Maandag 29 juli 1912: Kermis Borgerhout met reuzenommegang (maar geen speciale editie)
- Maandag 27 juli 1914: Kermis Borgerhout met reuzenommegang
- 1915 tem 1918: geen ommegang wegens wereldoorlog I
- Maandag 28 juli 1919: Uitgang van de Reuskens met vaderlandsche liederen
- Maandag 2 augustus 1920: Kermis Borgehout met reuzenommegang op maandag, Brabançonne wordt gespeeld (Dansmeester: reeds 23jr Frans Coopmans, Reuzin reeds 25jr Karel Jackx en Louis Keustermans reeds 25jr Reus)
- Zondag 30 juli 1922: Herinrichting door dr Juul Grietens: herschilderen reuzenwagen en nieuwe kleren Reuskens zoals in 1712; enkel intramuros, vaandeldragers te paard, bazuinblazers, trommelslagers waarrond de Joelende Jeugd, Muziek, De beenhouwersgilde met oude Vlaamsche liederen, het Schip met kleurlingen, De Maagdekenswagen, Walvis met nar, muziek, Bleekersgilde en ten slotte de vermaarde Reuskens op Triomf- of reuzenwagen
- Zondag 29 juli 1923: Reuzenstoet blijft behouden op zondag
- Zondag 27 juli 1924: Borgerhoutse Tentoonstelling, Feestelijkheden en Reuzenommegang
- Zondag 2 augustus 1925: Reuskensommegang
- Zondag 25 juli 1926: Borgerhout kermis met op zondag reuzenommegang (samenstelling nog zoals in 1922)
- Maandag 1 augustus 1927: Reuzenstoet op maandag (want op zondag processie)
- Maandag 30 juli 1928: Reuzenstoet op maandag en handelsbeurs
- Zondag 14 september 1930: Reuzenstoet in kader van Eeuwfeesten: gendarmen te paard, trommelaars, bazuinblazers, vaandrigs te paard met Brabantse vlaggen, de Joelende Jeugd, De Zwaan, het beenhouwersgild, De Walvis, het Klein Schip, het Groot Schip, De Maagdekenswagen, Bleekersgild en ten slotte de vermaarde Reuskens. Parcours volledig intra muros.
- Maandag 27 juli 1931: Reuzenstoet op maandag en handelsbeurs
- Maandag 1 augustus 1932: Reuzenstoet op maandag en Borgerhoutse gemeentefeesten
- Zondag 6 augustus 1933: uitgang van de dansende Reuskens.
- Zondag 5 augustus 1934: Enkel koninklijke fanfare en triomfwagen met dansende Reuskens
- Zondag 4 augustus 1935: Enkel reuzenwagen met Reuskens / enkel intramuros
- Zondag 2 augustus 1936: Opgeknapte Reuzenstoet tijdens Jubelfeesten (100jarig bestaan onafhankelijk Borgerhout) + simpele reuzenuitgang
- Zondag 1 augustus 1937: Reuzenuitgang voorafgegaan door muziekkorps (Moorkensplein als start en aankomst)
- Zondag 7 augustus 1938: Reuzenommegang
- Zondag 6 augustus 1939: Gemeentefeesten aka Reuzenommegang met folkloristisch gedeelte onder de vorm van een zomercavalcade (=stoet) van Borgerhoutse verenigingen dat Reuskens vergezeld (extramuros: enkel reuzenwagen / intra grote stoet)
- Zondag 5 augustus 1945: Na 5 jaar onderbrekening opnieuw Reuzenommegang
- Zondag 27 juli 1947: Borgerhoutse kermis met om 14u vertek stoet Intra: trommelaars en bazuindragers, vaandrigs met Brabantse vlaggen, Joelende Jeugd, De Zwaan, Muziek, Beenhouwersgilde, Groot Schip, Klein Schip met kleurlingen, Maagdekenswagen, De Walvis met Nar, Muziek, Bleekersgilde, Triomf- of Reuzenwagen
- Zondag 3 augustus 1947: Stoet extra muros: kopie van week voordien
- Zondag 1 augustus 1948: Borgerhoutse kermis met stoet enkel intra muros
- Zondag 31 juli 1949
- Zondag 29 juli 1951: Reuzenommegang intra muros
- Zondag 5 augustus 1951: Reuzenommegang extra muros: Gitschotellei, Bouwhandelstr, Berchemlei, Karel van den Oeverstr, Arth Matthijslaan, Dr Van de Perrelei en Stenenbrugwijk
- Zondag 27 juli 1952: Processie OLV ter Sneeuw om 11u en om 14u reuzenstoet (in kader van kermisfeesten Borgerhout) / enkel intra muros
- Zondag 26 juli 1953: Reuzenstoet intra muros
- Zondag 2 augustus 1953: Reuzenstoet extra muros
- Zondag 25 juli 1954: Reuzenstoet intra muros
- Zondag 27 juli 1958: Reuzenstoet intra muros met enkel nog triomfwagen, geen praalstoet meer (ter info: laatste ommegang van stad Antwerpen)
- Zaterdag 5 september 1959: "Originele" reuzenstoet gaat opnieuw uit met verschuiving datum naar september én naar een zaterdag (na de grote vakantie waarin middenklasse naar zee ed gaat). Reclamestoet, BJB ruiters, trommelaars, de zwaan, klein en groot schip, beenhouwersgilde, maagdekenswagen (fris in het groen), walvis met cupido, bleekersgilde, reuzenwagen met reuskens
- Zaterdag 3 september 1960: Idem 1959 / enkel intra muros / samen met Bevrijdingsfeesten --> Septemberfeesten als concept
- Zaterdag 16 september 1961: 125 jr Borgerhout / Folkloristische ommegang / vertrek Vosstraat met reuzen uit Vilvoorde, Heist-aan-zee, Turnhout, Hamme, Hasselt, Gavere, Nieuwpoort, Schelle, Overijse en Brugge + nadien Borgerhoutse ommegang (zie 1959)
- Zaterdag 8 september 1962: Grote tentoonstelling van reuzen en Reuskens / nieuwe kledij door Vak en Huishoudschool uit Kwekerijstraat / dansen op Moorkensplein met muzikale begeleiding / overdag reclamestoet met 200 wagens
- Zaterdag 15 september 1962: Stoet met vele reuzen uit binnen- en buitenland / extra en intra muros
- Zondag 15 september 1963: 3de septemberfeesten / intra muros / nieuwe formule ommegang met veel muziek uit België en Nederland en nadien Reuskens op wagen (op zaterdag 14 grote reclamestoet, ook extra muros)
- Zondag 20 september 1964: Folkloristische ommegang met de Reuskens verrijkt met muziekkorpsen, showbans, dansgroepen / Vosstraat tot Moorkensplein
- Zaterdag 18 september 1965: Vertrek Morckhovenlei, Stenenbrug, Tbaan, Kroon, Zonstr tot Moorkens met schouwing met 's avonds reuze-volksfeest in feesttent aan Te Boelaarpark (1500p) + 6de keer een Reuskenskermis van 4 dagen
- Zaterdag 16 september 1967: Samengaan reclamestoet met rondgang van Reuskens extra & intra muros / deel van septemberfeesten met autoshow, handelsfoor (weekend voorafgaand aan stoet en reuskenskermis (laatste weekend van september)
- Zaterdag 14 september 1968: Vertrek Gitschotelwijk van reuzenommegang tot aan Moorkensplein
- Zaterdag 20 september 1969: Borgerhoutse septemberfeesten met ommegang onder de naam van Reuskenskarnaval
- Zondag 20 september 1970: Reuzenkavalkade als deel van septemberfeesten met reuzenfamilies, 1ste Reuskensprinses op Maagdekenswagen en fanfares
- Zaterdag 18 september 1971: Reclamestoet + handelsbeurs + autoshow
- Zaterdag 25 september 1971: Reuskens-kermis, folkloristische groepen, muziekkorpsen, parade en dans op Tbaan + op zondag 19 sept 1ste Reuskensrally (40km met auto door Borgerhout)
- Zaterdag 16 september 1972: Verkiezing van Reuskensprinses Godelieve Fonteyn, Reuzenstoet op Tbaan met muziekkorpsen, majoretten, dansgroepen, een Schotse pijpersgroep, drumfanfare, beiaardgroep + op het einde de Reuskens op wagen. 's Avonds bal in beurshal Te Boelaerpark
- Zaterdag 22 september 1973: Reuskens zijn er erg aan toe (kostuums in slechte stoet) met stoet van Tbaan naar Te Boelaer voorafgegaan door fanfare St-Willibrordus uit Mol
- Zaterdag 14 september 1974: Borgerhoutse septemberfeesten met ommegang onder de naam van Reuskenskarnaval (extra en intra) / feesttent aan Boelaar
- Zaterdag 6 september 1975: Reuzenshow met verkeersvrije Turnhoutsebaan + kunsttentoonstelling in stadhuis + septemberfeesten incl autoshow Boelaar
- Maandag 28 juni 1976: 4 Reuskens naar Paleis 3 te Brussel voor 's Lands feest samen met 200 andere Reuzen naar aanleiding van 25 jaar koningschap Boudewijn
- Zondag 19 september 1976: Grote ommegang incl Reuzen uit andere gemeenten, muziekgroepen uit Ndl, praalstoet en de Reuskens volledig in het nieuw.
- Zaterdag 17 september 1977: Reuzenommegang met Nederlandse muziek- en dansgroepen + danskapel uit het Zwarte Woud + de 4 Reuskens vanaf Gitschotel tot Moorkens + 15de editie Handelsbeurs en autoshow
- (Zaterdag 9 september 1978: Eeste editie Reuzenstoet Deurne (was meer dan 50 jaar niet meer uitgegaan) )
- Zaterdag 16 september 1978: Reuzenommegang met tiental groepen en reclamestoet van Kardinaal Cardijnsplein tot Moorkens (omkeren Tbaan aan grens met A'pen en via Eliaertstraat)
- Zaterdag 22 september 1979: Reuzenommegang langs Groeningerpleintje inclusief fanfares en sportclubs als groepen
- Zaterdag 20 september 1980: Reuzenommegang vertrek Tuinwijk tot Moorkensplein, samen met braderij op Tbaan
- Zaterdag 19 september 1981: Reuzenommegang met braderij en 1ste maal Moorkensfeesten (al enige edities vaak verwijzigingen naar Reuskens, in casu de dragers, die in dronkenschap verkeren)
- Zaterdag 18 september 1982: Reuzenommegang met braderij en 2de maal Moorkensfeesten
- Zaterdag 17 september 1983: Bikschotelaan tot aan Moorkensplein (slechts verkeersvrij vanaf 15.15u) / nog steeds septemberfeesten
- Zaterdag 22 september 1984: Reuzenstoet in kader van Borgerhoutse septemberfeesten met oa autoshow en handelsbeurs Gitschotellei / Tbaan autovrij vanaf 15.30u
- Zaterdag 21 september 1985: Reuzenommegang met muziekkorpsen en folkloregroepen / 23ste septemberfeesten / Gitschotelwijk ... Dr Van de Perre - Joe English - Stenenbrug - Tbaan - Moorkensplein
- Zaterdag 20 september 1986: 150 jaar Borgerhout onafhankelijke gemeente met Reuzenommegang met veel luister en historische uitgave stoet en gebeurtenissen van Borgerhout + volledige praalstoet + muziekkorpsen + andere reuzen
- Zaterdag 19 september 1987: Reuzenommegang met 25ste handelsbeurs én Reuzensandwich van > 1.200 meter
- Zaterdag 17 september 1988: Reuzenommegang met veel luister en historische uitgave stoet en gebeurtenissen van Borgerhout + volledige praalstoet + muziekkorpsen
- Zondag 24 september 1989: Reuzenommegang met 40 groepen op zondag, op zaterdag een reclamestoet op Tbaan
- 1990: 60/40 feesten Koning Boudewijn in het sportpaleis met onder andere de 4 Reuskens van Borgerhout
- Zaterdag 22 september 1990: Reuzenstoet Gitschotel tot Moorkens / thema rederijkers
- Zaterdag 21 september 1991: Reuzenstoet Lode Van Bercken tot Moorkens incl braderij Tbaan
- Zaterdag 19 september 1992: idem 1991
- Zaterdag 18 september 1993: Reuzenstoet Lode Van Bercken tot Moorkens incl braderij Tbaan / 1ste maal Borgerhout Beter Bekeken
- Zaterdag 17 september 1994: 500 stoetlopers (één vd grootste edities)
- Zaterdag 16 september 1995: 15 groepen op de reuzenstoet
- Zaterdag 21 september 1996: Kleine reuzenstoet (Reuzen: Philip en Isabelle, Wouter Van Nevele, Johanna Van Beveren en 3 reuzenheksen) + muziekkapel en Reuskens op de kar ( aankomst Moorkensplein)
- Zaterdag 20 september 1997: Heemkundige kring doet oproep aan stad om (financiële) steun te geven aan haar reuzenstoeten, maar krijgt geen gehoor
- Zaterdag 19 september 1998: Kleinere stoet in combinatie met kunstenaarsexpo in de oude cinema (een ruïne) De Roma
- Zaterdag 18 september 1999: Reuzenstoet op Tbaan en Carnotplaats (nu het Laar) (drank- en eetstandjes)
- Zaterdag 16 september 2000: Geen stoet wegens barslecht weer (regen)
- Zaterdag 22 september 2001: Muziekgroep uit Dadizele + grote katreus van 5m uit Franse Merville trokken de aandacht. Schouwing op Moorkens, taptoe op het Laar
- Zaterdag 21 september 2002: Start Lodewijk van Bercken tot op Moorkensplein (taptoe met muziekkorpsen om 20u op het Laar)
- Zaterdag 20 september 2003: Reuzen en muziekgroepen uit binnen- en buitenland begeleiden de dansende reuskens, schouwing op het Laar (taptoe om 20u)
- Zaterdag 18 september 2004: Nieuwe kledij voor Reuskens, maar nog oude poppen, vertrek aan Boelaarpark tot op het Laar (taptoe om 20u)
- Zaterdag 17 september 2005: Start Bikschotelaan + braderij Tbaan door Voorstad (handelaarsvereniging) + reuzen uit Deurne, Broechem, Sint-Truiden en Herzele + taptoe op het Laar om 20u
- Zaterdag 16 september 2006: Herstel Reuskens door Academie van Antwerpen, maar nog steeds oude poppen in stoet + taptoe op het Laar (korpsen uit B, Nl en D) + vertrek stoet om 14u Bikschotelaan tot op het Laar
- Zaterdag 15 september 2007: Ceremoniemeester François Van Gool op pensioen, sinds 1967 lid van reuzendragers + 30 reuzen en 20 groepen nemen deel aan stoet waarvan Grutte Pier uit Friesland (5m) + Taptoe op het Laar
- Zaterdag 20 september 2008: Reuzenstoet met 31 andere Vlaamse reuzen via Magro + restauratie van Walvis die opnieuw deelneemt als deel praalstoet
- Zaterdag 19 september 2009: Reus in lappenmand door val / Neel Gazet neemt over / start om 14.30u Bikschotelaan, Gitschotel, Berchemlei, Morckhoven, Kerkendijk, Stenenbrug, Tbaan, Helmstraat + schouwing op het Laar / 18 groepen uit binnen- en buitenland
- Zaterdag 18 september 2010: Reus in lappenmand door val / Neel Gazet neemt over als Karel De Preter als dank voor fondsenwerving Corvilain in 1889 + volksbal in de Roma + herstel reuzenwagen door Kopspel vzw, nog steeds officieel deel van Septemberfeesten in Borgerhout met Reuskensbal, vuurwerk, ed. Aankondiging Reuzenjaar 2012
- Zaterdag 10 september 2011: Gigantische trekpoppen + Reuskensbal in de Roma + oprichting VZW Reuzenjaar + reuzenstoet met verschillende reuzen uit andere gemeenten,organisatie in handen van vzw Reuzen van Deurne + Eerste 'nieuwe' reus wordt geboren: Frida van wijkvereniging Den Dreihoek (30jarig jubileum)
- Zaterdag 15 september 2012: 300 jaar reuzenstoet Borgerhout / "Reuzenjaar": vernieuwings- en feestjaar met actie Reuzen Bevrijdings Front, deelname aan Reuzenstoet van Deurne na wereldreis in een luchtballon, start stoet Gitschotelhof 13u, 60-tal groepen (vooral 'nieuwe' Borgerhoutse reuzen), volksfeest Krugerplein, taptoe Laar 19u en bal in de Roma
- Zaterdag 21 september 2013: Behoud van de transitie met nieuwe reuzen en jaarwerking VZW De Reuzen / vertrek Lode Van Berckenlaan, bal in de Roma / Reuzenfeesten ipv septemberfeesten / reuzentaart
- Zaterdag 20 september 2014: Eindfeest op het Krugerplein / vertrek Gitschotelhof
- Zaterdag 19 september 2015: Restauratie en heringebruikname Groot Schip
- Zaterdag 17 september 2016: Reus Kapertein gaat mee in het Groot Schip in de stoet
- Zaterdag 23 september 2017: Moeders van de tuinwijk en ontmoeting Lange Wapper
- Zaterdag 22 september 2018: Borgerhout officiële erkenning als Reusvriendelijke Gemeente
- Zaterdag 28 september 2019: Heringebruikname Klein Schip (herstel samenwerking met jongerenorganisatie YES)
- Zaterdag 26 en zondag 27 september 2020: Reuskensweekend met mondmaskers en rondrit extra muros en dag nadien intra muros (Corona/Covid19)
- Zaterdag 9 oktober 2021: Bezoek van Little Amal, opkomst van +/- 45.000 bezoekers
- Zaterdag 24 september 2022: 310de verjaardag van de Reuskens met kroontjes en cupcakes
- Zaterdag 23 september 2023:
- Zaterdag 28 september 2024:

## Trivia
- De traditie wil dat de Reuskens nooit het grondgebied van Borgerhout mogen verlaten, tenzij ze speciale toestemming van de gemeenteraad of sinds 1983 de districtsraad hebben. Er zijn vier gevallen bekend: in 1889 naar Parijs voor een liefdadigheidsoptreden, in 1976 (Brussel, viering 25 jaar Koning Boudewijn), 1990 (60-40 viering, ook Koning Boudewijn) en in 2012 voor het wereldrecord langste reuzenstoet in het naburige Deurne.
- De Borgerhoutse Reuzenstoet gaat elk jaar op de (derde of) vierde zaterdag van september uit. Historisch tot 1958 ging de Reuzenstoet uit tijdens de hondsdagen in de zomer (eind juli - begin augustus).
- Voor meer informatie over de missie&visie van vzw De Reuzen: www.reuskens.be.
- Naar de Reuzenstoet is de Reuzenpijp van de Antwerpse premetro onder de Borgerhoutse Turnhoutsebaan genoemd.